# Терра (издательство)
«Те́рра» — российский издательско-полиграфический холдинг, издатель нескольких многотомных энциклопедий, существовавший с 1989 по 2020 годы. Одно из первых частных книжных издательств в СССР и России.

## История
Основан 29 декабря 1989 года как издательский центр «Терра».
В состав холдинга, кроме других предприятий, не специализированных на издательско-полиграфическом бизнесе, входили:
- издательство «Терра»;
- издательство «Терра — Книжный клуб» (существовало в период 1997—2018 годов);
- издательство «Книжный клуб „Книговек“»;
- издательство «Северо-Запад» (Санкт-Петербург);
- Ярославского полиграфического комбината.

С 2000 года издательство развивало проект книжного клуба «Monplaisir», в рамках которого издавались дорогие раритетные издания, с 2009 года — клуба «Книговек».
В 2009 году участвовало в судебном процессе против издательства «АСТ» по делу о нарушении авторских прав при переиздании книг фантаста Александра Беляева и требовало от ответчика компенсации в размере 7,6 млрд руб. В 2012 году издательства пришли к мировому соглашению.
По данным на 2019 год:

… Сергей Кондратов владеет 100 % издательства «Терра», в 2019 году его выручка составляла 20 млн руб., чистый убыток — 650 тыс. руб., а кредиторская задолженность на конец года достигла 325 млн руб. В июне Арбитражный суд Москвы удовлетворил иск департамента городского имущества (ДГИ) Москвы о взыскании с издательства 6,5 млн руб. задолженности по арендной плате. <…> Выручка ООО «Книжный клуб Книговек» составила в 2019 году 64 млн руб., чистая прибыль — 221 тыс. руб.

26 октября 2020 года ИФНС № 13 по Москве подала в Арбитражный суд Москвы иск о банкротстве издательства. Терра-Книжный Клуб, ООО

## Проекты
- Репринтное издание Энциклопедического словаря Брокгауза и Ефрона в 86 томах (1990—1991)
- Репринтное издание Еврейской энциклопедии в 16 томах (1991)
- Полное собрание сочинений Л. Н. Толстого в 90 томах (1991);
- Русскоязычная версия детской энциклопедии «Ларус» в 20 томах (1995)
- Народная библиотека собраний сочинений (1998—2005)
- «Большая энциклопедия Терра» в 62 томах (2006) с последующим выпуском ежегодников (вышли только ежегодники за 2007 год)
- Собрания сочинений классиков мировой литературы (совместный проект с Почтой России и журналом «Огонёк») (2006)
- Энциклопедия «Революция и Гражданская война в России 1917—1923 гг.» в 4 томах (2008)
- Энциклопедия «Фашизм и антифашизм» в 2 томах (2008)
- «Популярная энциклопедия в 20 томах» (2009)
- «Энциклопедия живописи в 15 томах» (2010)

Всего было реализовано более 1400 издательских проектов.

## Награды
В августе 2008 за подготовку и издание «Большой энциклопедии Терра» главному редактору энциклопедических изданий С. А. Кондратову была присуждена премия города Москвы 2008 года в области литературы и искусства по номинации «Просветительская деятельность».